# Futbola biedrība Gulbene
Il Futbola Biedrība Gulbene, più comunemente noto come FB Gulbene oppure Gulbene, è una società calcistica lettone con sede nella città di Gulbene.

## Storia
Fondato il 24 maggio del 2005 come FB Gulbene-2005, partecipò al suo primo campionato nel 2007, disputando la 2. Līga dove concluse al 4º posto; ripescato nella serie superiore, nel 2008 giocò in 1. Līga e arrivò al 14º posto, retrocedendo.
Nel 2009 fu di nuovo 4° in 2. Līga, ottenendo un altro ripescaggio. Vinse poi il successivo campionato di 2010 e fu promosso in Virslīga, dove cambiò denominazione in FB Gulbene e alla prima stagione si piazzò al 7º posto.
Nel 2012 chiuse ultimo e retrocesse in 1. Līga; qui si classificò secondo dietro al BFC Daugava, fu poi sconfitto allo spareggio promozione dal Metta/LU. Tuttavia vinse il campionato 2014 grazie a un campionato strepitoso con 27 vittorie e 3 pareggi, tornando in massima serie.
La squadra inizia il 2015 in maniera pessima: sul campo con 8 sconfitte in 8 partite, ma soprattutto con l'estromissione dal campionato e l'annullamento di tutti i risultati in virtù di due partite incriminate per combine, giocate il 18 aprile e 25 maggio, con la UEFA che ha dato conto alla federazione Lettone di avere chiare informazioni su ciò.
Nel 2016 il Gulbene riparte iscrivendosi in 2. Līga. Dopo tre stagioni si classifica ultimo nel suo girone e non prende parte alla stagione successiva.

## Palmarès

### Competizioni nazionali
- 1. Līga: 2

2010, 2014

### Altri piazzamenti
- Coppa di Lettonia:

Semifinalista: 2011-2012
- 1. Līga

Secondo posto: 2013

## Statistiche e record

### Partecipazioni ai campionati
| Livello | Categoria | Partecipazioni | Debutto | Ultima stagione | Totale |
| ------- | --------- | -------------- | ------- | --------------- | ------ |
| 1º      | Virslīga  | 3              | 2011    | 2015            | 3      |
| 2º      | 1. Līga   | 4              | 2008    | 2014            | 4      |
| 3º      | 2. Līga   | 5              | 2007    | 2018            | 5      |

## Organico

### Rosa 2012
| N. |                          | Ruolo | Calciatore                   |
| -- | ------------------------ | ----- | ---------------------------- |
| 1  | Lettonia (bandiera)      | P     | Alberts Nikoļskis (capitano) |
| 2  | Lettonia (bandiera)      | P     | Aleksandrs Ivanovs           |
| 3  | Lettonia (bandiera)      | D     | Kirils Jeļkins               |
| 4  | Lettonia (bandiera)      | D     | Anatolijs Maksimenko         |
| 5  | Giappone (bandiera)      | C     | Ryota Ishikawa               |
| 6  | Lettonia (bandiera)      | D     | Ivans Gluško                 |
| 7  | Lettonia (bandiera)      | C     | Sergejs Mišins               |
| 8  | Corea del Sud (bandiera) | C     | Seung Ki Yoo                 |
| 10 | Giappone (bandiera)      | C     | Toshikazu Irie               |
| 11 | Lettonia (bandiera)      | A     | Arevšats Hačatrjans          |
| 12 | Giappone (bandiera)      | D     | Shouhei Tsuchiya             |

| N. |                     | Ruolo | Calciatore        |
| -- | ------------------- | ----- | ----------------- |
| 15 | Lettonia (bandiera) | C     | Nils Sitenkovs    |
| 16 | Lettonia (bandiera) | A     | Edijs Skurjats    |
| 17 | Lettonia (bandiera) | A     | Jānis Lapss       |
| 18 | Lettonia (bandiera) | D     | Igors Korabļovs   |
| 19 | Giappone (bandiera) | D     | Shota Yanagi      |
| 20 | Georgia (bandiera)  | C     | Lado Datunashvili |
| 21 | Lettonia (bandiera) | P     | Igors Labuts      |
| 22 | Lettonia (bandiera) | C     | Jānis Keišs       |
|    | Lettonia (bandiera) | D     | Zintis Milaknis   |
|    | Lettonia (bandiera) | C     | Emīls Bisinieks   |
|    | Lettonia (bandiera) | A     | Mareks Kozlovskis |